# Новоандреевский (Брянская область)
Новоандреевский — поселок в Суражском районе Брянской области в составе Влазовичского сельского поселения.

## География
Находится в северо-западной части Брянской области на расстоянии приблизительно 9 км на запад по прямой от районного центра города Сураж.

## История
Известен с 1920-х годов. До Великой Отечественной войны преобладало украинское население. На карте 1941 года отмечен как поселение с 22 дворами.

## Население
Численность населения: 110 человек (1926 год), 9 (русские 100 %) в 2002 году, 4 в 2010.